# Empresa de Construções Gerais Futebol Clube
Empresa de Construções Gerais Futebol Clube (conhecido apenas por ECG) foi um clube de futebol brasileiro da cidade de Goiânia (GO). O clube foi um dos organizadores do primeiro campeonato goianiense feito pela FGF.

## História

### Competições
A ECG foi um dos times responsáveis pela organização do Campeonato Goianiense de 1940. Além desse torneio, o clube disputou o Torneio Início no mesmo ano.

### Linha do Tempo[2]
| Linha do Tempo      | |
| Data                | Fato |
| 17 de março de 1940 | Dirigentes dos clubes goianienses definem a data de início do Campeonato da Cidade, 14 de abril. |
| 18 de março de 1940 | Dirigentes dos clubes goianienses definem o regulamento do Campeonato da Cidade. |
| 3 de abril de 1940  | A comissão para organização do Campeonato da Cidade de Goiânia é composta por Irani Alves Ferreira, Alípio Gonçalves, Acari de Passos, Anibal Jaime e Hiron de Assis Albernaz. Tendo Joaquim da Veiga como secretário e Nicanor Gordo como diretor técnico. |
| 6 de abril de 1940  | Doutor Canará revela que a ECG trará quatro jogadores de Belo Horizonte para disputar o Campeonato da Cidade. |
| 13 de abril de 1940 | Reunião no Grande Hotel define a arbitragem para os três primeiros jogos do Torneio Início, do Campeonato da Cidade. |
| 14 de abril de 1940 | É disputado o Torneio Início do Campeonato da Cidade. O Goiânia conquista o título da competição, que contou ainda com as participações de Atlético, Campinas, ECG e CE Operário.                                                                           |
| 12 de maio de 1940  | O segundo time do ECG vence o Operário por 3 a 0, no Estádio da Avenida Paranaíba. |

## Rivalidades
O clube possuía rivalidades com o Atlético Goianiense, Goiânia, Operário e Campinas.